# Friedrich Heuser
Friedrich Heuser (geboren am 12. März 1890 in Spich (Troisdorf); gestorben am 13. Januar 1962 in Braunsfeld (Köln)) war in der Nachfolge von Heinrich Linder 1945/1946 Landrat des Rheinisch-Bergischen Kreises.

## Leben
Heuser war studierter Jurist und hatte beide Staatsexamen abgelegt.
Nachdem er nach Ende des Zweiten Weltkriegs zunächst vom 21. Mai 1945 bis zum 31. Mai 1946 als Landrat des Rheinisch-Bergischen Kreises eingesetzt worden war, übertrug man ihm im direkten Anschluss die neu geschaffene Stelle des Oberkreisdirektors als Leiter der Kreisverwaltung für denselben Kreis. Aus gesundheitlichen Gründen schied er zum 31. Mai 1947 vorzeitig aus dem Dienst.
Der Katholik Friedrich Heuser war seit dem 6. Februar 1943 mit Maria Auguste Klementine Heuser, geborene Geller verheiratet.